# Flexflight

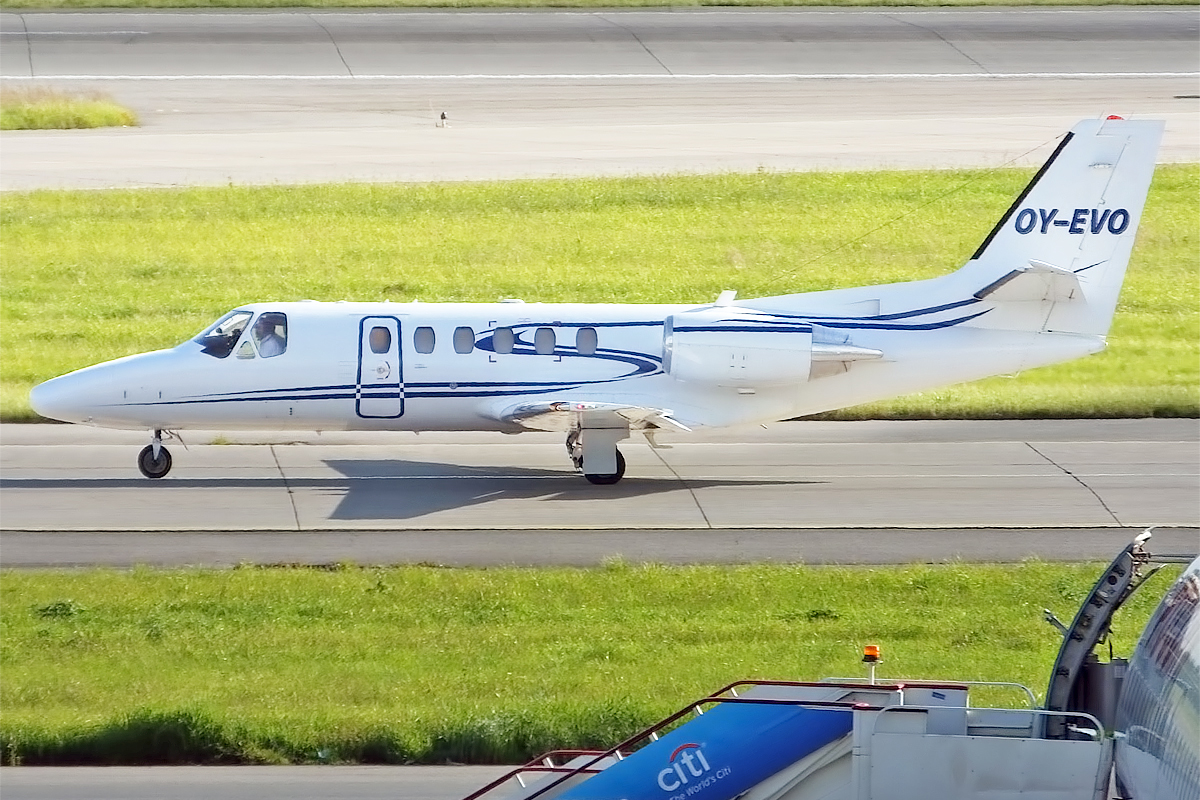

Flexflight är ett danskt flygbolag med bas på Köpenhamn Roskilde flygplats som driver reguljär flygtrafik till Malmö under sommaren. Linjen flygs av en Cessna Citation.
Bolaget bedriver även flygtrafik i Sverige. Linjen Arlanda - Sveg bedrevs 2015-2019, efter att trafiken övertogs efter en statlig upphandling där AIS Airlines inte kunde förlänga sitt avtal för respektive linje.
Från 2019 flyger Flexflight Arlanda – Hagfors – Torsby på uppdrag av Amapola flyg.